# سانتا کروز (شیلی)
سانتا کروز (به اسپانیایی: Santa Cruz) یک شهرستان در شیلی است که در استان کولچاگوا واقع شده‌است. سانتا کروز ۴۱۹٫۵ کیلومترمربع مساحت و ۳۴٬۹۱۴ نفر جمعیت دارد و ۱۷۳ متر بالاتر از سطح دریا واقع شده.